# Stupid Love
Stupid Love ist ein Lied der US-amerikanischen Sängerin Lady Gaga. Es stammt aus ihrem sechsten Studioalbum Chromatica, das 2020 veröffentlicht wurde. Der Song erschien am 28. Februar 2020 als erste Singleauskopplung des Albums. Er wurde von Lady Gaga, BloodPop, Tchami, Max Martin und Ely Rise geschrieben und produziert.

## Veröffentlichung und Auftritte
Der Song wurde im Januar 2020 vorzeitig online geleakt und über Twitter verbreitet. Über ebendiese Plattform gab Lady Gaga später das Datum der Veröffentlichung von Lied und Musikvideo, den 25. Februar 2020, bekannt. Am 18. Mai 2020 wurde ein Video zur Promotion veröffentlicht, in dem US-amerikanische Dragqueens und Influencer zu dem Lied die Lippen synchron bewegten.
Am 30. August 2020 sang Lady Gaga die Single als letztes Lied eines Medleys bei den MTV Video Music Awards 2020; auch auf der Chromatica-Ball-Tournee gehörte der Song zur Setlist.

## Kommerzieller Erfolg

### Chartplatzierungen
| ChartsChartplatzierungen       | Höchstplatzierung | Wochen |
| ------------------------------ | ----------------- | ------ |
| Deutschland (GfK)              | 21 (8 Wo.)        | 8      |
| Österreich (Ö3)                | 17 (9 Wo.)        | 9      |
| Schweiz (IFPI)                 | 6 (12 Wo.)        | 12     |
| Vereinigte Staaten (Billboard) | 5 (10 Wo.)        | 10     |
| Vereinigtes Königreich (OCC)   | 5 (16 Wo.)        | 16     |

| ChartsJahrescharts (2020)    | Platzierung |
| ---------------------------- | ----------- |
| Vereinigtes Königreich (OCC) | 98          |

### Auszeichnungen für Musikverkäufe
| Land/Region                  | Auszeichnungen für Musikverkäufe (Land/Region, Auszeichnung, Verkäufe) | Verkäufe  |
| ---------------------------- | ---------------------------------------------------------------------- | --------- |
| Australien (ARIA)            | 2× Platin                                                              | 140.000   |
| Brasilien (PMB)              | Diamant                                                                | 160.000   |
| Frankreich (SNEP)            | Platin                                                                 | 200.000   |
| Italien (FIMI)               | Gold                                                                   | 35.000    |
| Kanada (MC)                  | 2× Platin                                                              | 160.000   |
| Neuseeland (RMNZ)            | Gold                                                                   | 15.000    |
| Norwegen (IFPI)              | Gold                                                                   | 30.000    |
| Österreich (IFPI)            | Gold                                                                   | 15.000    |
| Polen (ZPAV)                 | Platin                                                                 | 50.000    |
| Portugal (AFP)               | Gold                                                                   | 5.000     |
| Spanien (Promusicae)         | Gold                                                                   | 30.000    |
| Vereinigte Staaten (RIAA)    | Platin                                                                 | 1.000.000 |
| Vereinigtes Königreich (BPI) | Platin                                                                 | 600.000   |
| Insgesamt                    | 6× Gold · 8× Platin · 1× Diamant ·                                     | 2.440.000 |

Hauptartikel: Lady Gaga/Auszeichnungen für Musikverkäufe